# 罗什博丹
罗什博丹（法語：Rochebaudin，法語發音：[ʁɔʃbodɛ̃]）是法国德龙省的一个市镇，属于尼永斯区。

## 地理
罗什博丹（44°34'49"N, 5°1'59"E）面积7.56 平方千米，位于法国奥弗涅-罗讷-阿尔卑斯大区德龙省，该省份为法国东南部内陆省份，北起顺时针与伊泽尔省、上阿尔卑斯省、上普罗旺斯阿尔卑斯省、沃克吕兹省和阿尔代什省接壤。
与罗什博丹接壤的市镇（或旧市镇、城区）包括：迪约勒菲、埃扎于、里芒杜勒河畔费利讷、勒波厄拉瓦、蓬德巴雷。

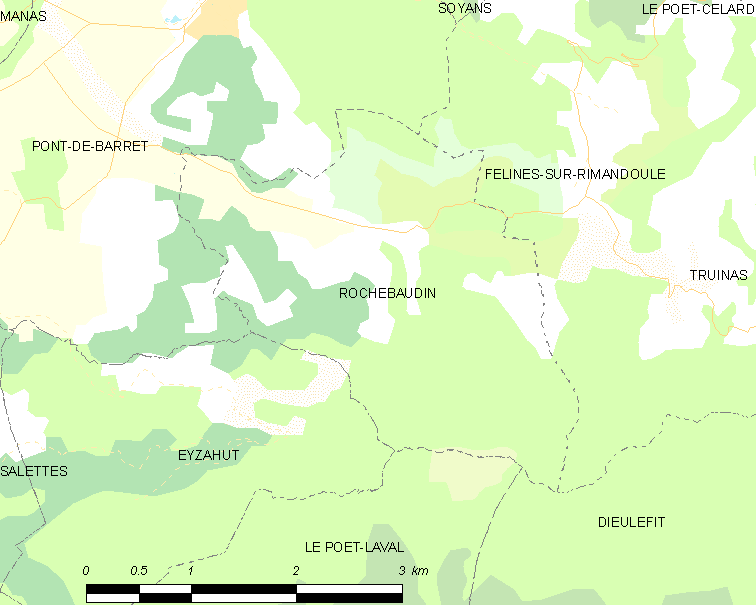
罗什博丹的OSM定位图

罗什博丹的时区为UTC+01:00、UTC+02:00（夏令时）。

## 行政
罗什博丹的邮政编码为26160，INSEE市镇编码为26268。

## 政治
罗什博丹所属的省级选区为迪约勒菲县。

## 人口

1962-2008年间罗什博丹人口变化图示

罗什博丹于2022年1月1日时的人口数量为119人。